# Pternistis atrifrons
El francolín frentinegro (Pternistis atrifrons) es una especie de ave galliforme de la familia Phasianidae endémica de Etiopía.

## Taxonomía
Fue descrita científicamente en 1930 por Henry Conover, quien lo describió como Francolinus atrifrons. Desde entonces, la especie se consideró generalmente como subespecie del francolín cuellicastaño (Pternistis castaneicollis), pero fue elevada nuevamente al rango de especie tras los resultados de un estudio publicado en 2014.

## Estado de conservación
La especie tiene una área de distribución limitada y, por lo tanto, existe el riesgo de extinción. En 2016 este riesgo aún se estimó bajo. En 2018 BirdLife International estimó que el tamaño de la población era de entre 1000 y 2500 individuos adultos. Las cifras de población disminuyen debido a la pérdida de hábitat que se ve afectado por la deforestación a través de la extracción de leña. El área también se está secando, posiblemente debido al cambio climático y el ave está siendo cazada como alimento. Por estas razones, esta especie aparece en la Lista Roja de la UICN como en peligro de extinción.